# ダニー・ロイド
ダニー・ロイド（Danny Edward Lloyd、1972年10月13日 - ）は、アメリカ合衆国のイリノイ州シカゴ出身の元子役俳優。
代表作はスタンリー・キューブリック監督のホラー映画『シャイニング』 。およそ5000人の候補者の中から抜擢され、この作品で6歳にしてスクリーンデビューを果たし、主人公の息子ダニーを演じる。
『シャイニング』出演後も『Will: The Autobiography of G. Gordon Liddy(1982)』（TV）でリジーの少年期を演じたりといくつかの作品に出演するも、その後は俳優業を辞め、成人後はイリノイ州で家庭教師などをし、現在はケンタッキー州にあるコミュニティ・カレッジで生物学の教諭に就いている。『シャイニング』の続編『ドクター・スリープ』では野球場の観客としてカメオ出演した。